# Bolsa de Valores de Honduras
Die Bolsa de Valores de Honduras (BHV) war eine Wertpapierbörse in Honduras, die ihren Mitgliedern die notwendigen Einrichtungen zur Auftragserteilung und Ermittlung von Kauf- und Verkaufspreisen für Wertpapiere anbot. Sie wurde 1990 gegründet und hatte ihren Sitz in San Pedro Sula.

## Geschichte
Die Börsenaktivitäten begannen in Honduras im Jahr 1990 mit der Gründung der Bolsa de Valores de Honduras mit Sitz in San Pedro Sula und der Bolsa Centroamericana de Valores mit Sitz in Tegucigalpa im Jahr 1993. Parallel zum Betrieb dieser Börsen wurde eine beträchtliche Anzahl von Maklerfirmen gegründet, die befugt waren, als Ergänzung des Wertpapiermarktes Aktienmaklergeschäfte zu betreiben.
Infolge der Krise des Hurrikans „Mitch“ zur Jahrtausendwende, stellte die Bolsa de Valores de Honduras im Jahr 2004 ihren Betrieb ein, sodass nur noch die Bolsa Centroamericana de Valores als autorisierte Institution für den Börsenbetrieb übrig blieb. Die gleiche Situation herrschte bei den Maklerfirmen, deren Zahl im Laufe der Zeit stetig zurückging. Derzeit sind noch acht Maklerfirmen im Land tätig.